# Bathyraja notoroensis
Bathyraja notoroensis és una espècie de peix de la família dels raids i de l'ordre dels raïformes.

## Morfologia
- Els mascles poden assolir 58,2 cm de longitud total i les femelles 59.[4]

## Reproducció
És ovípar i les femelles ponen càpsules d'ous, les quals presenten com unes banyes a la closca.

## Hàbitat
És un peix marí, de clima temperat i demersal que viu fins als 600 m de fondària.

## Distribució geogràfica
Es troba a l'est de Hokkaido (el Japó).

## Observacions
És inofensiu per als humans.